# Witterschlick (stacja kolejowa)
Witterschlick – stacja kolejowa w Witterschlick, w kraju związkowym Nadrenia Północna-Westfalia, w Niemczech. Znajdują się tu 2 perony.